# بارباتا
بارباتا (به ایتالیایی: Barbata) یک کومونه در ایتالیا است که در استان برگامو واقع شده‌است.

## خصوصیات
بارباتا ۸٫۰ کیلومترمربع مساحت و ۶۲۸ نفر جمعیت دارد و ۱۰۵ متر بالاتر از سطح دریا واقع شده‌است.